# Ergofòbia
L'ergofòbia és una por irracional i persistent al lloc del treball. El terme ergòfobia ve del grec ergon (treball) i phobos (por).

## Descripció
Aquest tipus de fòbia afecta a aquelles persones que temen de manera descontrolada anar al seu lloc de treball. Els ergofòbics senten una por persistent i irrefrenable a acudir al seu lloc de treball, la qual cosa comporta problemes seriosos per a la seva vida personal, social i familiar. Si el problema persisteix, i no és tractat des d'un punt de vista mèdic o psicològic, a més s'afegeix la conseqüència econòmica en deixar de percebre ingressos.
L'ergofòbia és una condició mental i emocional on el subjecte té una por incontrolable no només a acudir al lloc del treball, sinó també a l'ambient que l'envolta. Sent angoixa d'estar al voltant d'altres treballadors, el seu acompliment, la possibilitat de ser acomiadat i la jerarquia de l'autoritat del seu cap, a més de la incomprensió dels altres cap al seu temor.

## Causes
Les causes d'aquest trastorn poden ser variades, però en general s'origina després d'una experiència traumàtica que l'afectat associa a un estímul inicialment neutre a causa d'un procés de condicionament clàssic.
L'exemple més clar seria una persona que treballa en un edifici on s'ha produït un atemptat, i des de llavors li és impossible accedir a aquest edifici, ja que ho associa a l'atemptat. L'ergofòbic tracta el seu lloc de treball com un lloc hostil i pressent que un fet esdevingut en el passat es pot repetir, la qual cosa comporta la seva evitació.
Altres causes poden ser la burla dels companys, temor a ser rebutjat, ansietat congènita, trastorns de l'estat d'ànim i factors genètics.

## Símptomes
Els símptomes de l'ergofòbia no difereixen d'altres trastorns fòbics. L'ergofòbia sol presentar símptomes físics, cognitius i conductuals.
1. Augment de la freqüència cardíaca.
2. Sensació d'ofec.
3. Sudoració excessiva.
4. Boca seca.
5. Atacs de pànic.
6. Malestar estomacal i mal de cap.
7. Tensió muscular.
8. Sensació de irrealitat.
9. Angoixa.
10. Pèrdua de la concentració.
11. Conductes evitatives.

## Tractament
Els individus que sofreixen aquest trastorn solen ser conscients que tenen un problema, però no sempre busquen ajuda en desconèixer que és un problema psicològic. Com totes les fòbies no existeix un patró estàndard amb el qual es pugui comparar amb altres subjectes, la qual cosa agreuja el problema del pacient en estar en la creença que és una persona vulnerable.
Per superar aquest trastorn és necessari acudir al psicòleg perquè pugui realitzar un diagnòstic correcte. Generalment, la psicoteràpia serà suficient per superar aquesta condició; no obstant això, en casos extrems és possible que s'administrin alguns fàrmacs per a ajudar a reduir la simptomatologia ansiosa. Ara bé, el tractament farmacològic sempre ha de combinar-se amb la teràpia psicològica.

## Controvèrsia
Hi ha qui suggereix que l'ergofòbia afecta més aviat al treball, que no al lloc del treball, com plantegen els primers estudis.